# Хосе Холебас
Хосе (Йосиф) Холебас (грец. Ιωσήφ Χολέβας, нар. 27 червня 1984, Ашаффенбург) — грецький футболіст, захисник, фланговий півзахисник англійського «Вотфорда».
Також відомий виступами за німецький «Мюнхен 1860», італійську «Рому» та національну збірну Греції.

## Клубна кар'єра
Народився у Німеччині в інтернаціональній родині (батько — грек, мати — вихідка з Уругваю). Займався футболом у низці німецьких дитячих та юнацьких футбольних шкіл.
У дорослому футболі дебютував 2002 року виступами за другу команду клубу «Мюнхен 1860», в якій провів п'ять сезонів, взявши участь у 47 матчах чемпіонату.
Лише 2007 року почав залучатися до складу основної команди «Мюнхен 1860». Відіграв за основну команду мюнхенського клубу три сезони своєї ігрової кар'єри. Більшість часу, проведеного у складі «Мюнхена 1860», був основним гравцем команди.
2010 року переїхав до Греції, уклавши контракт з пірейським «Олімпіакосом». Провів у пірейській команді чотири сезони, протягом яких його команда незмінно тріумфувала в національній першості.
У серпні 2014 року уклав трирічний контракт з італійською «Ромою».

## Виступи за збірну
Невдовзі після початку виступів за «Олімпіакос» зацікавив своєю грою головного тренера національної збірної Греції Фернанду Сантуша і отримав пропозицію виступати за грецьку збірну. Погодившись на цю пропозицію, розпочав процес отримання грецького громодянства, права на яке мав з огляду на грецьке походження батька.
3 листопада 2011 року нарешті отримав грецький паспорт і за декілька днів, 11 листопада, дебютував в офіційних матчах збірної Греції, вийшовши на поле у її складі в товариській грі проти збірної Росії. 

## Титули і досягнення
- Чемпіон Греції (5):

«Олімпіакос»:  2010–11, 2011–12, 2012–13, 2013–14, 2020–21
- Володар Кубка Греції (3):

«Олімпіакос»: 2011–12, 2012–13, 2019–20